# Velika Moštanica
Velika Moštanica (em cirílico:Велика Моштаница) é uma vila da Sérvia localizada no município de Čukarica, pertencente ao distrito de Belgrado, na região de Šumadija. Possuía uma população de 3320 habitantes segundo o censo de 2009.

## Demografia
| 1948  | 1953  | 1961  | 1971  | 1981  | 1991  | 2002  |
| ----- | ----- | ----- | ----- | ----- | ----- | ----- |
| 2 453 | 2 497 | 2 563 | 2 417 | 2 751 | 3 084 | 3 210 |